# Kosteletskya begoniifolia
Kosteletskya begoniifolia là một loài thực vật có hoa trong họ Cẩm quỳ. Loài này được (Ulbr.) Ulbr. mô tả khoa học đầu tiên năm 1923.